# Rewind rascal flatts
«Rewind» es una canción escrita por Chris DeStefano, Ashley Gorley y Eric Paslay. Fue grabada por la agrupación americana de música country pop, Rascal Flatts. Es su sencillo lanzado número 33, y el primero de su noveno álbum de estudio del mismo nombre.

## Contenido
El bajista Jay DeMarcus le dijo a USA Today que la canción "se sentía como una buena manera de tender un puente entre los Rascal Flatts conocidos y la nueva era de Rascal Flatts". "Rewind" fue grabada en el estudio de DeMarcus, a diferencia de sus álbumes anteriores producidos por Dann Huff. "Rewind" es la primera canción producida por la banda . El álbum también incluirá créditos de producción de Huff y Howard Benson.
La canción es una balada con un tempo medio, con una prominente guitarra eléctrica. En ella, el narrador desea que el pudiera rebobinar y experimentar su encuentro con su amada una segunda vez.

## Recepción de la crítica
El equipo de Taste of Country describió la canción favorablemente, diciendo que "El coro provee una manera única de llevar la declaración romántica de Rascal Flatts hacia su audiencia" y que "Es una fórmula familiar." Tara Toro de Got Country Online escribió que "El riff de guitarra de la introducción no me emocionó, pero la melodía y el gancho de la canción son muy pegajosos. Como siempre, los vocales de Gary LeVox son fuertes, así como las armonías del trío". Ella le dio a la canción una calificación de 4 estrellas de 5, como Matt Bjorke de Roughstock, que alabó el "registro vocal regular" del cantante principal Gary LeVox junto con las armonías de DeMarcus y Joe Don Rooney. El lo describió como tener una "guitarra principal similar a los Beatles", y dijo que esta "es fresca y diferente para la banda y eso por sí mismo debía ayudarlos a ser... un éxito de radio masivo."

## Video musical
El video musical fue dirigido por Mason Dixon y se estrenó en febrero del año 2014. En este video actúa la pareja de la vida real y actores de Nashville Josh Castle y Kaitli Benedetto como los protagonistas. El video recibió una nominación a "Video del año" en los premios CMT.

## Historia de las listas
La canción debutó en el número 28 en la lista Country Airplay en la semana del 25 de enero de 2014. Fue la canción que debutó más alto en esa semana. Vendió 38,000 descargas en su semana de estreno. Para junio de 2014, el sencillo había vendido 626,000 copias en los Estados Unidos.
| Lista (2014)                           | Posición máxima |
| -------------------------------------- | --------------- |
| Canadá (Canadian Hot 100)              | 41              |
| Canadá (Canada Country)                | 6               |
| Estados Unidos (Billboard Hot 100)     | 38              |
| Estados Unidos (Country Airplay)       | 3               |
| Estados Unidos (Hot Country Songs)     | 4               |
| US Top Country Albums (Billboard) (EP) | 40              |

### Lista de fin de año
| Lista (2014)                     | Posición |
| -------------------------------- | -------- |
| US Country Airplay (Billboard)   | 19       |
| US Hot Country Songs (Billboard) | 22       |

## Listado de pistas
Descarga digital
1. "Rewind" – 3:23

EP exclusivo de Walmart
1. "Rewind"* – 3:23
2. "Why Wait"** – 3:44
3. "Come Wake Me Up"*** – 4:23
4. "Dancin' on My Grave" (Walmart exclusive) – 3:09

* Del álbum Rewind (2014)

** Del álbum Nothing Like This (2010)

*** Del álbum Changed (2012)